# ヤング・ボーイ (ポール・マッカートニーの曲)
「ヤング・ボーイ」（原題：Young Boy）は、1997年にポール・マッカートニーが発表した楽曲、及び同曲を収録したシングル。アルバム「フレイミング・パイ」からの先行シングル。

## 概要
アルバムのセッションで最初に録音された曲。この曲が書かれたのはそれより1年前の1994年、最初の一節のメロディを基にして膨らませていった。
スティーブ・ミラーが、ギターとコーラスで参加をしている。間奏のギターソロは彼によるものである。
また、この曲は映画『ファーザーズ・デイ』のオープニング曲に使用された。
シングルはイギリスのチャートで19位まで上昇した。